# American Heroes Channel
American Heroes Channel (anteriormente Military Channel e originalmente Discovery Wings Channel) é um canal de televisão americano de propriedade da Warner Bros. Discovery. A rede exibe programas relacionados ao exército, guerra, história militar e ciência.
Em fevereiro de 2015, o canal estava disponível para aproximadamente 59.917.000 residências com televisão paga (51,5% das residências com pelo menos um aparelho de televisão) nos Estados Unidos.

## História
O canal foi lançado em julho de 1998 como Discovery Wings Channel. Originalmente se concentrava na transmissão de programas relacionados a aeronaves e aeroespaço. Durante seus primeiros anos, a rede também exibiu um segmento meteorológico próximo ao início de cada hora, apresentando dados do Serviço Nacional de Meteorologia dos Estados Unidos. A Discovery Communications entrou com um pedido de marca registrada no Escritório de Direitos Autorais dos Estados Unidos para o uso do nome "Military Channel" em 2002, depois que a marca foi abandonada por uma rede a cabo com sede em Louisville, Kentucky.
Em 10 de janeiro de 2005, a rede foi rebatizada como Military Channel.
Em 3 de março de 2014, o canal foi rebatizado para American Heroes Channel, com a intenção de "fornecer uma programação de documentário mais baseada na história e estilo narrativo". A rede é patrocinadora da United Service Organizations (USO) e frequentemente realiza comerciais para a organização.